# Laguna Dalga
Laguna Dalga – gmina w Hiszpanii, w prowincji León, w Kastylii i León, o powierzchni 38,41 km². W 2011 roku gmina liczyła 725 mieszkańców.